# Snurriga sagor
Snurriga sagor (tyska: Janoschs Traumstunde), är en tysk animerad TV-serie för barn som sändes på ARD mellan 1986 och 1990. Serien bygger på den tyske barnboksförfattaren Janoschs berättelser och består av 26 avsnitt.

## Om serien
De flesta avsnitten består av två fristående berättelser, men i vissa fall innehåller avsnittet tre till fyra kortare berättelser.
Serien har sänts i SVT flera gånger.

## Svensk dubbning
Serien dubbades till svenska när den sändes i svensk TV. Rösterna gjordes av bland andra Ragna Nyblom, Anders Beckman, Yvonne Eklund, Steve Kratz och Claes Månsson.
När serien gavs ut på DVD gjordes en ny dubbning med Kent Sjöman, Birthe Wingren och Kristian Thulesius. Serien var då omdöpt till Janosch drömvärld.